# Lars Sjöström
Lars Henry Olof Sjöström  (* 26. Juni 1939 in Malmö) ist ein ehemaliger schwedischer Fußballspieler. Der Stürmer, der den Großteil seiner Karriere in der zweiten Liga verbrachte, erzielte in 34 Spielen in der Allsvenskan 21 Tore.

## Laufbahn
Sjöström begann seine Karriere bei Lidhult GoIF. Von dort wechselte er 1958 zu IS Halmia in die zweite Liga. Mit dem Klub wurde er 1962 ohne Saisonniederlage Meister der Division 2 Västra Götaland und konnte sich in den anschließenden Aufstiegsspielen dank des besseren Torverhältnisses gegenüber den punktgleichen Klubs AIK, der als Zweiter mit in die erste Liga aufstieg, und Landskrona BoIS durchsetzen. In der ersten Liga konnte IS Halmia nicht an die Erfolge anknüpfen und musste mit nur einem Saisonerfolg direkt wieder abstiegen. Sjöström wusste dennoch zu überzeugen und erzielte in seinen 20 Saisonspielen zwölf Tore und wurde damit bester Schütze des Klubs und fünftbester der gesamten Liga.
Sjöström verließ den Absteiger und initiierte seinen Wechsel innerhalb der Allsvenskan zum Mitaufsteiger AIK, da er beruflich bei der staatlichen Kreditbanken in Stockholm tätig war.   Hier fügte er sich gut ein und erzielte in seiner ersten Spielzeit acht Tore in elf Spielen. Vor der Spielzeit 1965 verpflichtete der Klub Owe Ohlsson von IFK Göteborg, der sich im Kampf um den Platz im Sturm durchsetzte. Sjöström stand in seinem zweiten Jahr bei AIK zunächst nur noch in den ersten beiden Spielen zu Saisonbeginn auf dem Platz. Am letzten Spieltag wurde das Spiel gegen Degerfors IF zum Abschiedsspiel, da Sjöström seinen Wechsel zum Zweitligisten Halmstads BK bekannt gegeben hatte. Beim 3:1-Erfolg trug er sich letztmals in die Torschützenliste bei AIK ein.
Nach vier Jahren bei Halmstads Bk in der zweiten Liga ließ er seine Karriere bei den unterklassigen Klubs Hyltebruks IF, wo er als Spielertrainer tätig war, IF Leikin und Hallby IF ausklingen. 1975 übernahm er für eine Spielzeit das Traineramt bei Hallby IF. Später engagierte er sich in der Leitung der Fußballabteilung bei IFK Malmö.
Hauptberuflich war Sjöström für die Kreditbanken und die späteren Nachfolger PK-Banken, Nordbanken und Nordea tätig. Zudem arbeitete er Ende der 1960er Jahre kurzzeitig bei Skanska.